# Ruhr Park
El Ruhr Park es un centro comercial en Bochum. Es uno de los más grandes de Alemania.
Cerca de 2.500 empleados trabajan en las aproximadamente 160 tiendas; 4,800 plazas de aparcamiento gratuitas están disponibles para los clientes.
El fundador del centro comercial Ruhr-Park fue el inversor Edward J. Roberts, quien vendió el centro a Westdeutsche ImmobilienBank en 1978. Desde el 1 de octubre de 2010, el Perella Weinberg Real Estate Fund es el propietario del Ruhr Park, que es administrado por Unibail-Rodamco Alemania. También tiene un cine llamado UCI Kinowelt. Tiene una panadería Kamps, una tienda de currywurts Currykarl , una sala de billares junto al cine, un casino Merkur Spielothek del Grupo Gauselmann, un Pizza Hut, una tienda de videojuegos GameStop, etc.
También cuenta con varias estaciones de carga de vehículos eléctricos, una de ellas de Tesla.

## Conexión

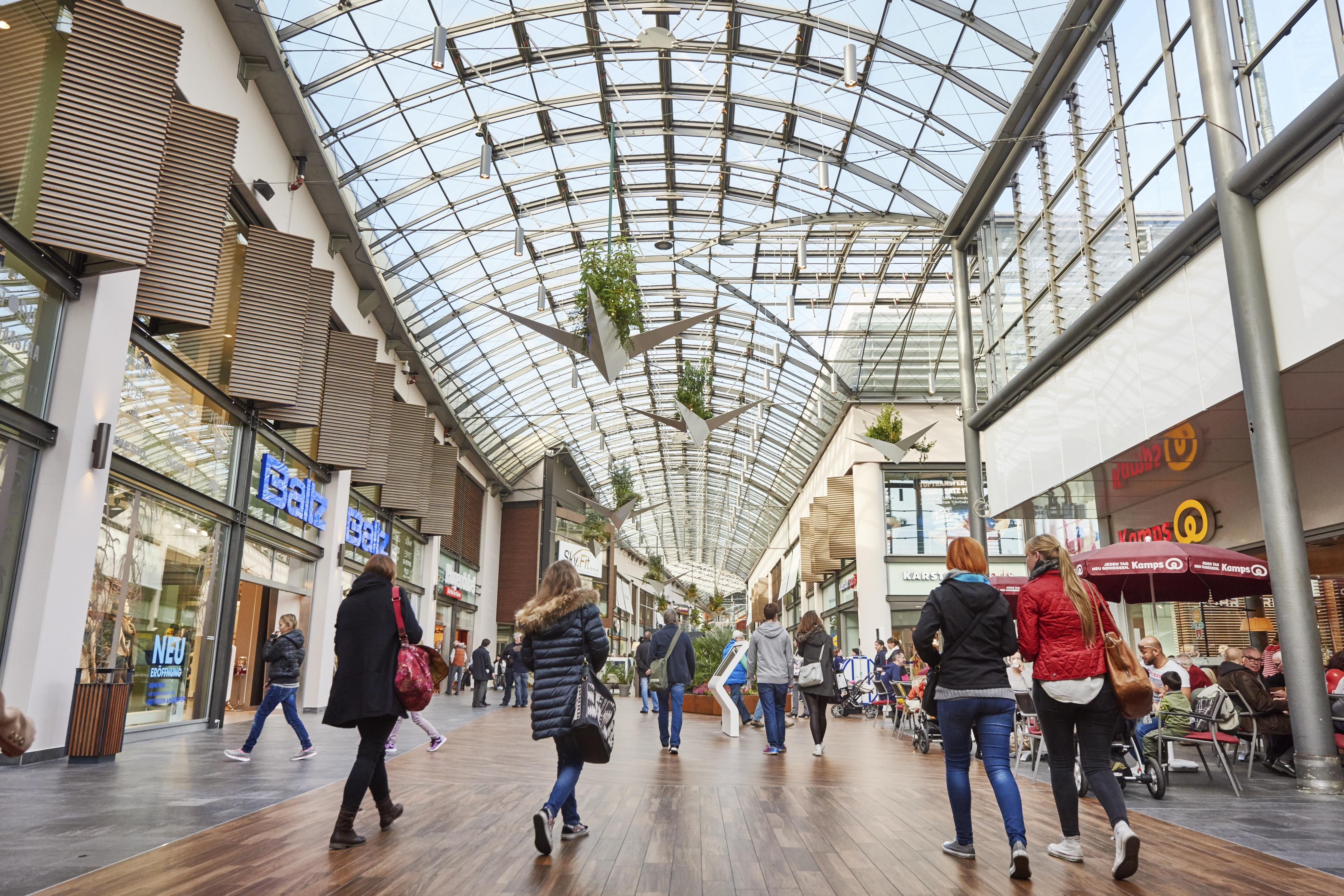
Ruhr Park, Bochum

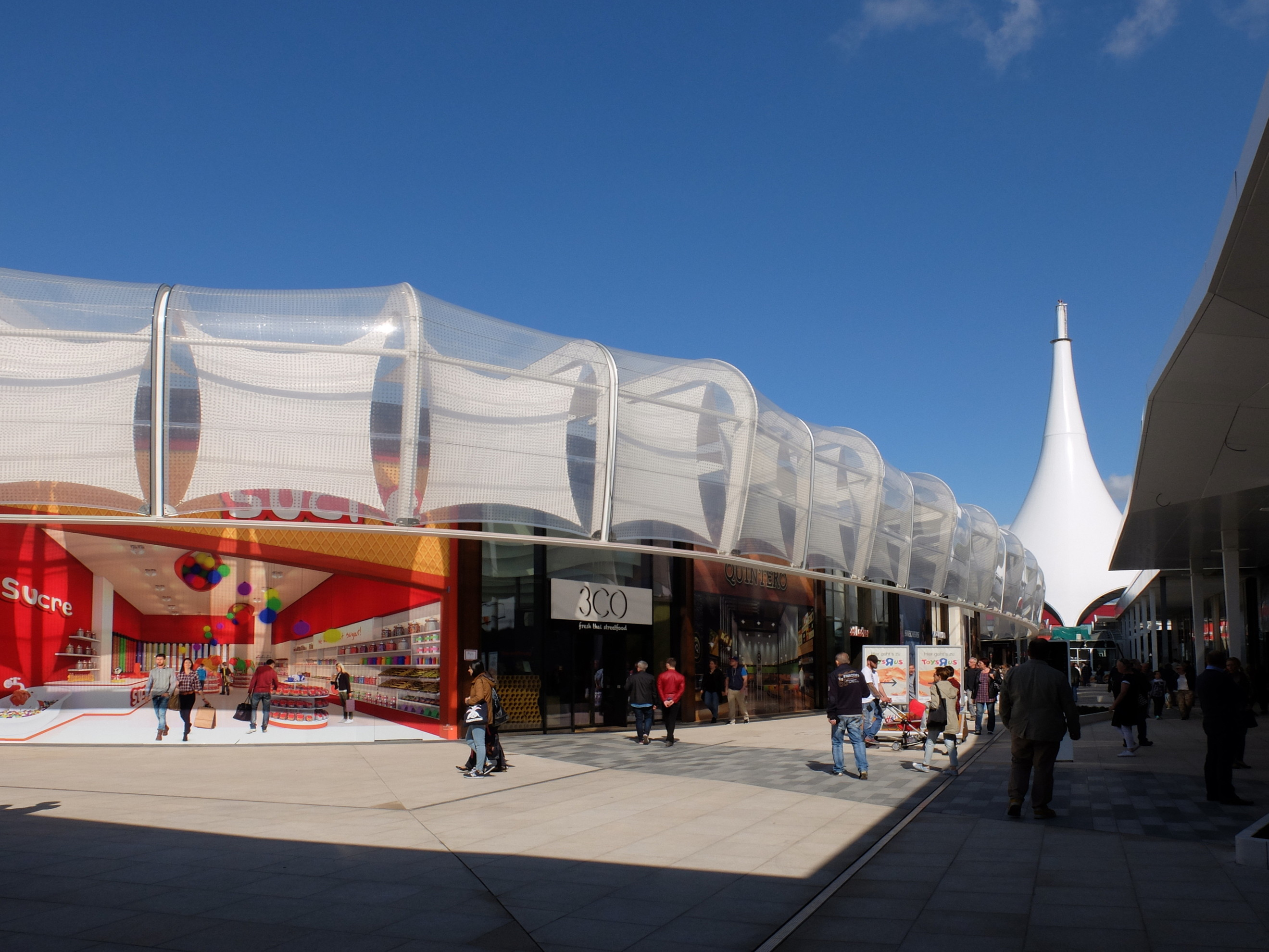
Ruhrpark Südmall-1

Con las autopistas cercanas A 40 y A 43, el centro comercial está bien conectado a la red de carreteras, lo que contribuyó a la liquidación del complejo UCI. El transporte público es proporcionado por siete líneas de autobuses con tres paradas distribuidas alrededor del Parque Ruhr. Sin embargo, de estas, solo dos líneas van al centro de la ciudad de Bochum, que también realiza en el camino hacia el Ruhr Park importantes funciones de desarrollo de las áreas residenciales. Esto resulta en un tiempo de viaje correspondientemente largo. Una tesis de diploma publicada en 2001 trataba sobre las posibilidades de conectar el Ruhr-Park directamente a la red de tranvías.

El punto de referencia del Ruhr Park es la carpa amarilla, construida en 1985 y sostenida por un mástil de acero tubular de 42 metros de altura. En 2012, la carpa amarilla fue reemplazada por una blanca como parte de la modernización del Parque Ruhr. 

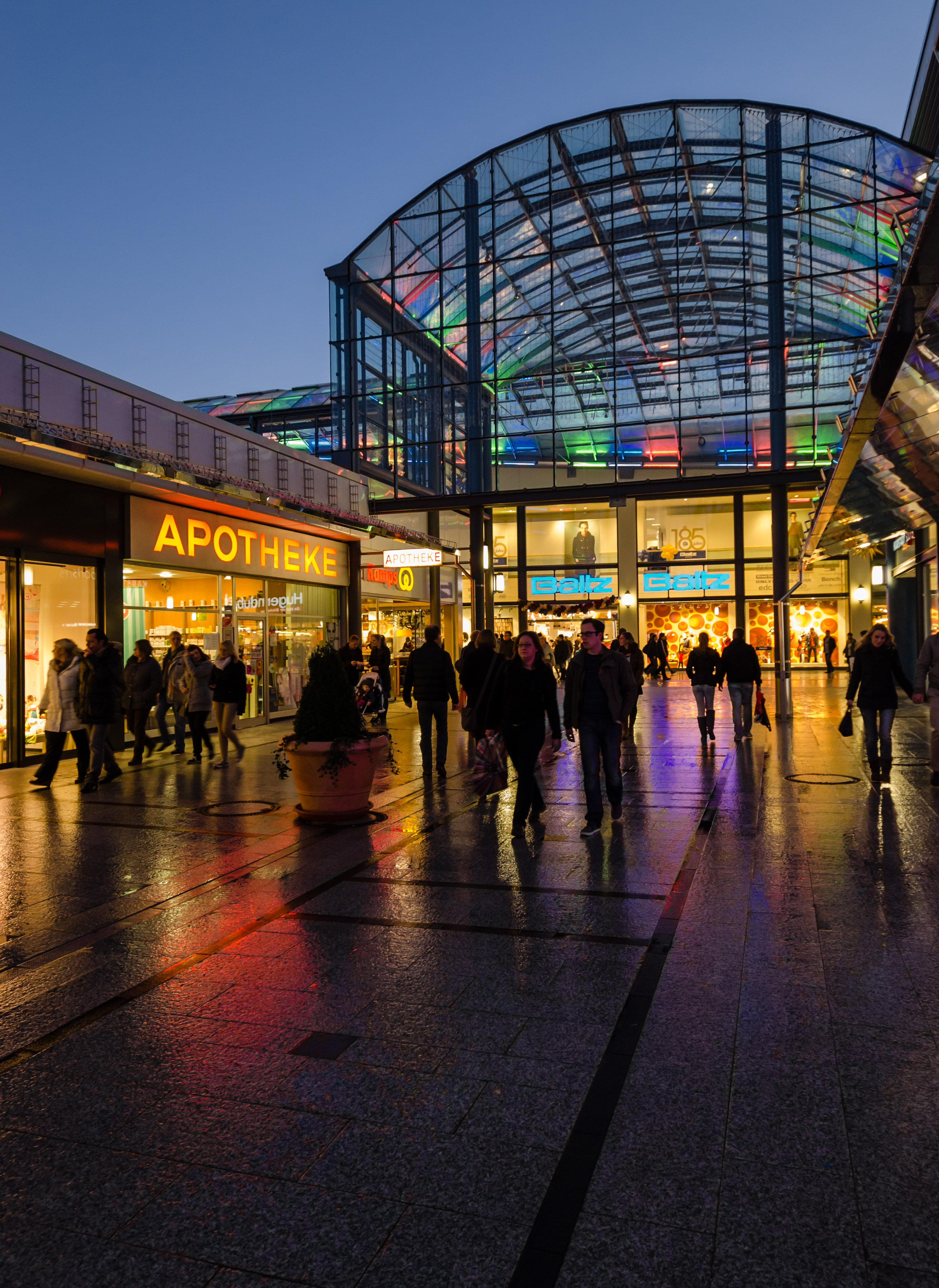
Ruhrpark-Bochum-2012-03